# 信念

真実と信念のベン図。重なり合う所が知識である。

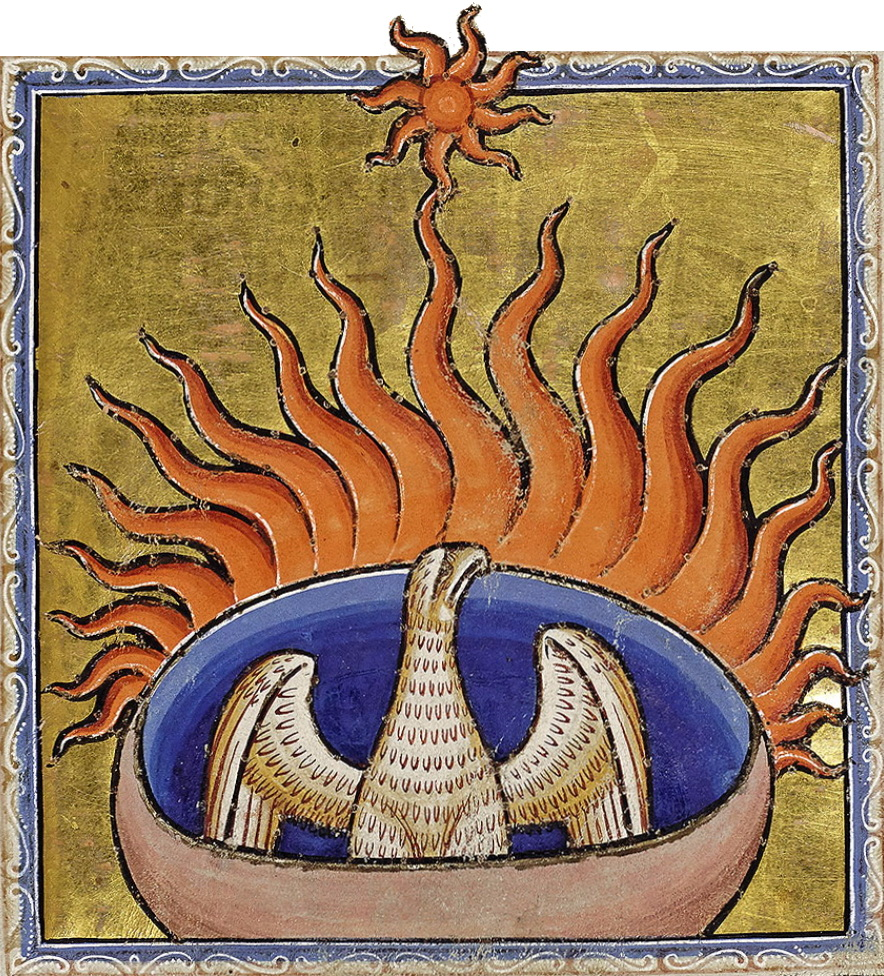
灰から上昇するフェニックスの伝説は復活を信じているため、象徴的で文学的な面を通過した西洋文明に刷り込まれています。

信念（しんねん、英語：belief）とはある事柄について揺らぐことのない考え、確信をもつこと。それを裏付ける証拠が有るか無いかは問われないが、客観的な証拠を欠く場合には、信念は迷信につながる傾向にある。

## 概要
認識論は、知識と信念についての哲学的研究である。
プラトンの対話篇『テアイテトス』に由来する概念の影響下で、哲学は伝統的に知識のことを正当化された真なる信念と定義してきた。
なお、偽である信念は、たとえそれが誠実なものであっても知識とはみなされない。誰も信じていない真理は知識ではない。それというのも、知識であるためにはそれを知っている誰かがいなければならないからである。